# Friedrich Witt
Pour les articles homonymes, voir Witt.
Œuvres principales
Symphonie Iéna
Friedrich Jeremias Witt (8 novembre 1770–3 janvier 1836) est un compositeur et un violoncelliste bavarois. Il est surtout connu pour être l'auteur de la symphonie en ut majeur appelée aussi la Symphonie Iéna, qui a été un moment attribuée à Ludwig van Beethoven.

## Biographie
Né au château de Haltenbergstetten à Niederstetten dans la principauté épiscopale de Wurtzbourg, Witt est devenu violoncelliste (certains biographes disent violoniste) dans l'orchestre de la cour de Oettingen-Wallerstein. Vers 1796, Witt entreprend une tournée musicale de plusieurs années qui le conduit entre autres à Vienne et à Francfort-sur-le-Main. Witt a été célèbre de son vivant pour son oratorio Der leidende Heiland, qui lui a valu un poste de maître de chapelle auprès du prince de Wurtzbourg. À partir de 1814 il est devenu maître de chapelle du théâtre de Wurtzbourg. Il a ainsi écrit deux opéras : Palma (1804) et Das Fischerweib (1806). Ses autres compositions comprennent des concertos, de la musique d'église, de la musique de chambre et 23 symphonies. Sa composition la plus connue est la symphonie en ut majeur dite de Iéna, découverte en 1909 dans cette ville et attribuée initialement à Beethoven. En 1968, cette symphonie qui est largement inspirée de la Symphonie no 97 de Joseph Haydn, a été reconnue comme écrite par Witt.

## Œuvres
- 23 Symphonies, dont la Symphonie Iéna en ut majeur
- Concerto pour flûte en sol majeur
- Concerto pour cor en mi majeur
- 3 Concertos pour 2 cors et orchestre (tous en fa majeur)
- Concertino pour 2 cors
- Concerto pour violoncelle
- Concerto pour clarinette
- diverses musiques d'harmonie pour vents
- Septuor en fa majeur pour quatuor à cordes, clarinette, cor et basson
- Quintette en mi bémol majeur pour clavier, hautbois, clarinette, cor et basson, opus 6
- diverses musiques de chambre pour vents et cordes
- 5 Messes
- Der leidende Heiland, oratorio
- Das Fischerweib. Opéra comique paysan en deux actes
- Leander und Blandine. Musique de scène pour le drame du même nom
- Palma. Singspiel en deux actes